# Bill Thompson
Bill Thompson, född 8 juli 1913, död 15 juli 1971, var en amerikansk röstskådespelare som var bland annat känd för att ha gjort rösten åt Joakim von Anka och Kung Hubert i filmen Törnrosa.

## Filmografi (i urval)
- 1951 – Alice i Underlandet (röst till Dodo)
- 1952 – Kalle Ankas kompanjoner (röst till Spike)
- 1953 - Peter Pan (röst till Smee och Pirater)
- 1954 – Kalle Anka och samvetet (röster)
- 1954 – Kalle Anka i Grand Canyon (röst till skogvaktare J. Audubon Woodlore)
- 1955 - Lady och Lufsen (röst till Jock, Bull, Joe och Taxi)
- 1956 – Nalles fiskafänge (röst till skogvaktare J. Audubon Woodlore)
- 1959 – Törnrosa (röst till Kung Hubert)
- 1962 - Touché Turtle and Dum Dum - (Röst till Touché Turtle)
- 1967 – Scrooge McDuck and Money (röst till Joakim von Anka)
- 1956 – Björnarnas rock'n roll (röst till skogvaktare J. Audubon Woodlore)
- 1970 – Aristocats (röst till farbror Waldo)[4][5]